# Kartoos
Pour plus de détails, voir Fiche technique et Distribution.
Kartoos (कारतूस) est un film indien de Bollywood réalisé par Mahesh Bhatt, sorti le 7 mai 1999.
Interprété par Sanjay Dutt, Manisha Koirala et Jackie Shroff, c'est la dernière réalisation de Mahesh Bhatt qui se consacre par la suite à la production. Kartoos est une adaptation de Nom de code : Nina (John Badham, 1993), lui-même remake de Nikita (Luc Besson, 1989).

## Synopsis
Face à l'impuissance de la police à s'emparer de Jagat Jogia, un gangster qui organise des attentats terroristes, l'inspecteur Jay Suryavanshi se résout à recruter un tueur endurci, Jeet Balraj. En échange de l'élimination du malfaiteur, Jay lui offre une nouvelle identité et la liberté. Au cours de sa traque, Jeet fait la connaissance de Mini dont il tombe amoureux et, par amour pour elle, décide d'abandonner ses activités criminelles une fois sa mission accomplie. Mais sa situation devient extrêmement périlleuse quand Jagat Jogia s'aperçoit qu'il le pourchasse et que Jay Suryavanshi projette de s'en débarrasser plutôt que de tenir sa promesse.

## Fiche technique
- Titre : Kartoos
- Titre original : कारतूस
- Réalisation : Mahesh Bhatt
- Scénario : Robin Bhatt
- Direction musicale : Nusrat Fateh Ali Khan, Anu Malik
- Lyrics : Majrooh Sultanpuri
- Photographie : Bhushan Patel
- Son : Kunal Mehta
- Production : Firoz Nadiadwala
- Langue originale : hindi
- Pays d'origine : Inde
- Format : Couleurs
- Genre : thriller
- Date de sortie : 7 mai 1999

## Distribution
- Sanjay Dutt : Raja/Jeet Balraj
- Jackie Shroff : ACP Jay Suryavanshi
- Manisha Koirala : Manpreet Kaur alias "Mini"
- Gulshan Grover : Jagat Jogia

## Musique
Les chansons sont composées par Nusrat Fateh Ali Khan, Anu Malik et Bally Sagoo.
- Ishq Ka Rutba interprétée par Nusrat Fateh Ali Khan
- O Rabba interprétée par Jay Shree T
- Teri Yaad interprétée par Nusrat Fateh Ali Khan & Udit Narayan
- Ghum Hai Ya Khushi Hai Tu interprétée par Alka Yagnik
- Baha Na Aansoo interprétée par Udit Narayan
- Wallah Ye Ladki interprétée par Abhijeet Bhattacharya, Udit Narayan

## Box-office
- Box-office en Inde : 60 000 000 roupies[1].